# Лизньов Олег Анатолійович
Олег Анатолійович Лизньов (нар. 14 травня 1953, Липецьк, Воронезька область, РРФСР) — радянський російський футболіст, захисник та півзахисник.

## Життєпис
Народився 14 травня 1953 року в Липецьку. У 1974 році дебютував у першій лізі СРСР за липецкий «Металург». Виступав за клуб до 1976 року, сезон 1976/77 років розпочинав у харківському «Металісті», проте після 7 матчів повернувся до Липецька, де виступав до закінчення кар'єри в 1986 році. Всього у чемпіонатах СРСР провів 358 матчів, відзначився 4 м'ячами.
У 1987 і 1999 роках працював начальником команди «Металурга». З 2002 по 2009 рік — адміністратор клубу.